# 空降消防员
空降消防员（英語：smokejumper），也称空降森林消防员，是指跳伞进入偏僻地区扑灭山火的森林消防员，一般会部署在极为遥远的地区去进行灭火作业。空降消防员可以在发现火情后段时间迅速到达，并在火势变大前将野火扼杀于摇篮之中。当没有火情时，空降消防员会从事些其他职业，比如林业、救灾、灾害管理等。

## 国际上的空降消防员
俄罗斯，美国国家森林局和土地管理局都雇用了大量的空降消防员。俄罗斯雇用了全世界最多的空降消防员，并擁有最悠久的空降消防员历史（据称在1936年创立，美国在1939年才创立）。

## 历史

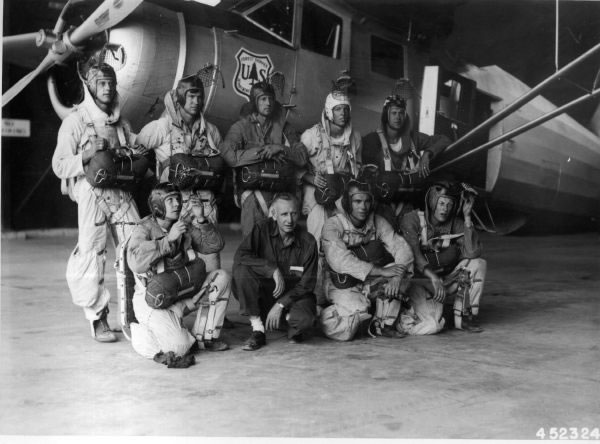
美国的国家森林局的空降消防员，部署在新墨西哥州，德明。摄于1948.

在空降消防被确立之前,空降投放消防员的实验在犹他州在1934年进行,且在苏联也有同样的实验.在那之前,包括空投消防器材和使用"水炸弹"的航空消防实验已被进行.尽管第一个实验没有被继续,另外的实验在1939年在华盛顿的Methow Valley开始了。专业的跳伞运动员在那里跳伞进入各种林木和山地地形，证明了这个主意的可行性。这也催生了第一个林业局雇用的跳伞员Francis Lufkin。他原本是作为一名登山者被雇佣，用来将专业的跳伞员从树上撤下来。据说他的第一次跳伞是在跳伞员激将下完成的。
在第二年（1940年），永久性的跳伞行动基地在温斯罗普，华盛顿州以及 Ninemile Camp—一个废弃的平民保育团营地，位于Huson, 蒙大拿州—建立。空降消防史上第一次真正的消防空降是在1940年7月12日从ninemile基地出发的Rufus Robinson和Earl Cooley完成的。他们的目的地是内兹珀斯国家森林的Marten Creek附近的Rock Pillar。紧随其后由Winthrop出发又进行了一次双人空降消防跳伞。在随后的年中，Ninemile营地的行动转移到了明尼苏达州，在那里它成为了明尼苏达空降消防员基地。在Winthrop的行动保留在了原地，就是所谓的北方瀑布空降消防员基地。空降消防的诞生地具体是两个中的哪一个的争论已经持续了将近70年，但没有结论。
第一个空降消防员训练基地建立于Seeley Lake护林员站点。在1943年7月搬到了Camp Menard。在那里，当人们没有进行消防行动时就加工稻草以供上百头为保卫站与火情地点运输物资与设备的驴子食用。人们以8到15人组织起来并且部署在6个战略部署地：在蒙大拿州有Seeley Lake,Big Prairie 与ninemile三个营地，在爱达荷州有Moose Creek与McCall两个营地，在俄勒冈州有Redwood Ranger营地.小队中的人也和来自其他营地的人一道工作，其中有一些来自华盛顿州的。